# Darling
《Darling》是Dream的第23张单曲。2014年11月5日发售。

## 概要
- 本曲是以Dream名義发售的第4张单曲。
- 距离前作《Only You》约1年半发售。
- 本作标题是dream/DRM/Dream史上第一次没有字母文字的标题。
- 以「CD单曲+DVD」、「CD单曲」、「One Coin CD单曲」、「One Coin Music Card(MU-CA)」四种形式发售。
- 主题曲为「本月的Zexy」广告歌曲，Unbelievable为「手用凝胶 mini」的广告歌曲，团队全员参与广告演出。。
- 本曲更新了公信榜排行榜，最高位第4位，为Dream史上最高位。
- PV在静岡県下田市拍摄了两天。第一天拍摄了4人和Ami的个人场景，第二天拍摄了Ami以外的3人的个人场景。
- 《Darling》在《Music Dragon》、《快乐疯狂》和《UTAGE!》等电视节目上披露。

## 收錄曲

### CD Single+DVD
1. Darling
作詞・作曲・編曲：磯貝サイモン
Recruit《本月的Zexy》广告歌曲
日本电视台『PON!』11月片尾曲
2. Unbelievable
作詞：Erie、Yu Shimoji、作曲：Caroline Gustavsson、Andreas Carlsson、Albi Albertsson
健荣制药「手用凝胶 mini」广告歌曲
3. 笑颜之花
作詞：PRINCE Y.K、作曲：NA.ZU.NA、PRINCE Y.K、編曲：Masaki lehara、NA.ZU.NA
4. Wanna Wanna Go!
作詞：Litz、Emyli、作曲：NA.ZU.NA、Emyli、編曲：NA.ZU.NA、ArmySlick
Honey Bunch《Honey Bunch meets 帕丽斯·希尔顿》广告歌曲
日本电视台电视剧《恋文日和》插入歌
2013年配信发售
5. Darling (Instrumental)

#### DVD
1. Darling (Video Clip)
2. Darling (Making Clip)

### CD Single
1. Darling
2. Unbelievable
3. 笑颜之花
4. Wanna Wanna Go!
5. Darling (Instrumental)
6. Unbelievable (Instrumental)
7. 笑颜之花 (Instrumental)
8. Wanna Wanna Go! (Instrumental)

### One Coin CD
1. Darling

### One Coin Music Card(MU-CA)
1. Darling
2. 《Darling》MU-CA Original Member Voice